# T42 (танк)
Танк с 90-мм пушкой, T42 (англ. 90mm Gun Tank T42) — опытный средний танк США конца 1940-х годов. Был создан в 1948—1950 годах на основе конструкции опытного лёгкого танка М41. Конструктивно T42 представлял собой попытку получить из М41 «облегчённый» средний танк путём усиления бронирования и вооружения, в качестве альтернативы значительно более тяжёлому серийному M46. В 1951—1952 годах были построены шесть прототипов T42, по результатам испытаний которых танк был отвергнут военными из-за низкой тяговооружённости и как следствие, не отвечавшей последним требованиям подвижности. Тем не менее, развитие программы T42, как в целом перспективного направления, продолжалось ещё в течение нескольких лет. После начала Корейской войны в качестве временной меры был запущен в производство «переходный» танк M47, представлявший собой сочетание лучше бронированной башни и более совершенного комплекса вооружения T42 с модифицированным шасси серийного M46. Кроме этого, на шасси самого T42 в 1951—1955 годах был создан экспериментальный танк T69, на котором испытывалась компоновка с качающейся башней.